# Librairie Droz
 (avril 2022).
La Librairie Droz est une maison d'édition suisse indépendante, fondée par Eugénie Droz en 1924.

## Historique
L'entreprise est créée à Paris en 1924 par la neuchâteloise Eugénie Droz (1893-1976) pour publier ses propres écrits académiques. La maison publie, dès 1934, la revue intitulée Humanisme et Renaissance. Pendant la Seconde Guerre mondiale, l'entreprise est renommée en Bibliothèque d’Humanisme et Renaissance et se donne comme l’organe de l’Association Humanisme et Renaissance.
À la fin de la guerre, Eugénie Droz décide de regagner la Suisse et ouvre une boutique à Genève 8, rue Verdaine. Elle s'assure la collaboration de deux historiens, Giovanni Busino, et Alain Dufour qui reprend par la suite la direction de l'entreprise jusqu'en 1995, année de la nomination comme directeur de Max Engammare. Depuis 2024, c’est Charles Senard qui dirige les destinées de la Librairie Droz.